# براقش (النادرة)

تعديل مصدري - تعديل

براقش هي إحدى قرى عزلة مقنع الأعلى بمديرية النادرة التابعة لمحافظة إب، بلغ تعداد سكانها 653 نسمة حسب تعداد اليمن لعام 2004.